# Louis Bergeron (Schriftsteller)
Louis Bergeron (* 1. Oktober 1811 in Chauny, Département Aisne; † 1. August 1890 Croissy, Pseudonym: Émile Pagès) war ein französischer Journalist, Dramatiker und Schriftsteller.

## Biographie
Geboren und aufgewachsen in Chauny, zog er 1829 nach Paris, wo er Rechtswissenschaften studierte. Als überzeugter Republikaner war er begeistert von der Julirevolution. Er trat in dieser Zeit der Société des droits de l’homme bei und bekleidete die Sektionsleitung einiger Arrondissements in Paris. Er nahm auch an einem misslungenen Aufstand im Jahr 1832 teil, konnte jedoch entkommen. Im selben Jahr wurde auf den König Louis-Philippe I. ein Attentat verübt, das jedoch misslang. Bergeron wurde als Rädelsführer angeklagt, jedoch mangels Beweisen frei gesprochen.
Zu Ruhm gekommen widmete sich Bergeron nun dem politischen Journalismus. Um sich, wegen der brisanten Inhalte seiner Artikel, nicht in Gefahr zu bringen, schrieb er meist unter seinem Pseudonym Émile Pagès. Er schrieb für Le Charivari, La Caricature, Pilori, Le Journal du peuple und Le Siècle. In dieser Zeit verfasste er auch eine Sammlung humorvoller Geschichten mit dem Namen „Demokratische Fabeln“.
1840 wurde Bergeron vom Journalisten Émile de Girardin scharf angegangen. Dieser betrieb eine Verleumdungskampagne, bei der er auch offenlegte, dass Bergeron unter Pseudonym schrieb. Das veranlasste Bergeron, Genugtuung durch ein Duell zu fordern. Girardin weigerte sich jedoch mit der Begründung, Bergeron sei ein Königsmörder. Zum Eklat kam es, als Bergeron bei einer Opernaufführung Girardin öffentlich in einer Loge verprügelte. Dafür wurde er zu drei Jahren Gefängnis verurteilt.
1848 fällt die Monarchie, und Bergeron bekommt aufgrund seiner Verdienste für die Republik eine Leibrente. Damit verbunden ist seine Berufung zum Commissaire Genéralé für die Départements Aisne und Somme, um die politische Situation der jungen Republik zu festigen. Das währte bis 1852, bis das Zweite Kaiserreich ausgerufen wurde. Zu diesem Zeitpunkt zog sich Bergeron aus der Politik zurück und widmete sich fortan Versicherungs- und Rechtsfragen, zu denen er zahlreiche Schriften verfasste. Ein Anliegen waren ihm die Aufklärung über Lebensversicherungen und Pensionsfonds. Die Zielgruppen waren vor allem Arbeiter und Künstler.
Er zog nach Croissy, wo er Victor Rousseaux, der wie er selbst in der Revolution 1848 gekämpft hatte, kennen lernte. Dieser war der erste Anbieter von Lebensversicherungen in Frankreich.

## Schriften (Auswahl)
- als Émile Pagès: Fables démocratiques. Aux Bureaux du „Charivari“, Paris 1839.
- Qu'est-ce que l'assurance sur la vie? Causeries familières. Librairie des Assurances, Paris 1866.
- L'avenir des artistes. Imprimerie Veuves Renou, Maulde et Cock, Paris 1875.
- Œeuvres de L. Bergeron sur les assurances. L. Warnier & Cie, Paris 1891, (posthum).
- Mit Alexandre Gatzouk Übersetzung Tolstois Quelle est ma vie?

## Bühnenstücke (Auswahl)
- L'Andalouse de Paris, Vaudeville, mit Michel Delaporte
- Un mauvais père, Drama
- Une jeunesse orageuse, Vaudeville
- Un neveu, s'il vous plaît, Vaudeville